# 信濃川
信濃川（日语：／ Shinano gawa */?）是日本第一長河川，流域面積是日本第三大，為11,900平方公里。整體來說稱之為「信濃川水系」，但在長野縣境內叫作「千曲川」（ Chikuma gawa），而經流過長野縣下水郡進入新潟縣之後才稱為「信濃川」；稱為千曲川的部份長度為214公里，而信濃川部份是153公里，全長合計為367公里。
自古時候的《萬葉集》開始，就有許多詩歌是在描述千曲川，在近代也有不少歌曲是描述這條河流，另外也是誘發日本人思鄉情愁的一條知名河川。日本戰國時代在這河川的上游，犀川與千曲川會流的川中島曾經爆發知名的川中島之戰，因而許多歷史上有名的地方都是在這條河流的流域。
流域幾乎涵蓋整個信越地方（長野縣與新潟縣），另外還有源頭起於群馬縣野反湖的小支流中津川，所以整個信濃川水系流域是涵蓋長野縣、新潟縣與群馬縣三縣。

## 地理
千曲川是信濃川的上游，也是整個信濃川水系的主流，千曲川的源頭來自於座落埼玉縣、山梨縣、長野縣三縣境界的甲武信岳（／ kobushigatake）南側。經許多小支流的匯流，流經佐久盆地、上田盆地一路向北，在長野盆地（善光寺平）的川中島與另一條重要支流犀川匯流，之後轉東北方向進入新潟縣變更名稱為信濃川。穿越十日町盆地在越後平原與魚野川匯流，最後經過新潟市注入日本海。信濃川出海口與阿賀野川的出海口相當近，在某些時代兩條河川也曾在新潟境內匯流，共用同一個出海口。

## 歷史
千曲川流域曾被發掘出許多舊石器時代的遺跡，古早在約五萬年之前，當時日本還是與大陸相銜接的時代，發現過生物的化石以及狩獵的石器等，推測在這時期就已經有原始的人類出沒於這裡。
在繩文時代時，以新潟市為中心的越後平原都還是整片的日本海。之後慢慢的從信濃川與阿賀野川所沖流而來大量的土砂，以及對馬暖流所搬運來大量的土砂堆積而成為越後砂丘。現在雖然已經形成了越後平原，但在地勢較低的地方還存在許多的潟湖，是個排水相當不好的地域。另外，河川也曾經過幾次洪水而改變了流向，1597年（慶長2年）曾有直江兼續為了調節洪水開挖分水引流，這就是近世信濃川治水的起端。信濃國千曲川也有福島正則以及真田氏一族曾經多次的以築堤、挖掘的方式來治水。
信濃川不但有豐富的水源，自古以來更是搬運食物以及日常用品的重要水路。利用信濃川河運最發達的時代是在江戶時代，因為當時根據米、鹽流通的法令所限制，除了利用船運以外是不被允許的。越後主要的船運系統為「長岡船道」，航行於長岡與新潟之間。而長岡的上游還有「妻有船道」、「上田船道」、「蒲原船道」及「加茂川船道」等。到了明治時代出現了發動機船，航運的時間也更加快速，但是明治末期與大正時代之後，因為信越線的開通以及交通道路的發達，所以船運漸漸的衰退，直到1959年（昭和34年）最後一家船運公司註銷登記，完全結束了長久以來的船運時期。

## 信濃川水系主要河流
1. 長野縣（千曲川）
  - 犀川、梓川 － 高瀨川、奈良井川、穗高川、裾花川
  - 相木川
2. 新潟縣（信濃川）
  - 中津川
  - 魚野川 － 清津川、三國川
  - 大河津分水路（日语：大河津分水）（新信濃川）
  - 刈谷田川
  - 五十嵐川
  - 中之口川
  - 破間川 － 黑又川
  - 關屋分水路（日语：関屋分水）
3. 群馬縣（信濃川水系）
  - 中津川

## 書籍
1. 《洪水がつくる川の自然―千曲川河川生態学術研究から》，作者：沖野 外輝夫。ISBN 978-4-7840-7020-6
2. 《千曲川ひとり歩き旅》，作者：大槻 幸一郎。ISBN 978-4-900918-36-8

## 外部連結
1. （日語）信濃川下游河川事務所 （页面存档备份，存于）（日本建設省官方網站）
2. （日語）千曲川情報館（日本建設省官方網站）
3. （日語）信濃川水系 （页面存档备份，存于）（日本建設省官方網站）
4. （日語）信濃川河川事務所 （页面存档备份，存于）（日本建設省官方網站）
5. （日語）長野縣廳官方網站（页面存档备份，存于）
6. （日語）新潟縣廳官方網站